# فاکتور افزایش طول جی
فاکتور افزایش طول جی (Elongation factor G) و به اختصار، EF-G که از گذشته، با عنوان ترانسلوکاز شناخته می‌شود، یک عامل افزایش طول پروکاریوتی است که در ترجمه پروتئین نقش دارد. این فاکتور، به‌عنوان یک جی‌تی‌پی‌آز، حرکت (انتقال) آران‌ای حامل (tRNA) و آران‌ای پیام‌رسان (mRNA) را از طریق ریبوزوم کاتالیز می‌کند.

## ساختار
این فاکتور، توسط ژن fusA در اپرون str کدگذاری می‌شود و از ۷۰۴ اسید آمینه تشکیل شده‌است که ۵ دومین پروتئین را تشکیل می‌دهند که از دومین ۱ تا ۵، نامگذاری شده‌اند.

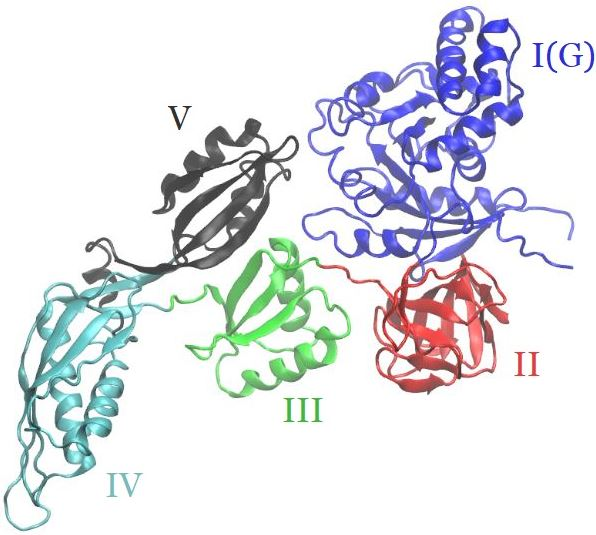
ساختار کریستالی EF-G در حالت POST با دومین‌های ۱ تا ۵

## مطالعهٔ بیشتر
- Carbone, Christine E.; Loveland, Anna B.; Gamper, Howard B.; Hou, Ya-Ming; Demo, Gabriel; Korostelev, Andrei A. (December 2021). "Time-resolved cryo-EM visualizes ribosomal translocation with EF-G and GTP". Nature Communications. 12 (1): 7236. doi:10.1038/s41467-021-27415-0.